# Good Day
Good Day är första singelskivan från albumet Good Day av Nilla Nielsen, utgiven 2016.  
Good Day är en suggestiv rocklåt som erbjuder eskapism till en annan dimension och har Led Zeppelin-influenser.
Nilla Nielsen är en singer/songwriter, som inspirerats av t.ex. U2, Jimi Hendrix, Alanis Morissette, Bob Dylan och Tracy Chapman.

## Låtlista
1. Good Day - (Nilla Nielsen)

## Musiker
- Nilla Nielsen - Sång
- Bengt Johnson - Trummor
- Niklas Ekelund - Elgitarr, mandolin & akustisk gitarr
- Erik Urban - Bas

## Fotnoter
1. ↑  ”Riveting Riffs recension av Good Day”, Riveting Riffs januari 2017
2. ↑  ”Olle Berggrens (Kvällsposten) recension av Good Day”, Olle Berggren november 2016